# Sainthia
Sainthia (bengalisch সাঁইথিয়া Sā̃ithiẏā) ist eine Stadt im indischen Bundesstaat Westbengalen.
Die Stadt ist Teil des Distrikts Birbhum. Sainthia hat den Status einer Municipality. Die Stadt ist in 16 Wards gegliedert. Sie hatte am Stichtag der Volkszählung 2011 44.601 Einwohner, von denen 22.856 Männer und 21.745 Frauen waren. Hindus bilden mit einem Anteil von ca. 87 % die Mehrheit der Bevölkerung in der Stadt. Muslime bilden mit einem Anteil von ca. 11 % eine Minderheit. Die Alphabetisierungsrate lag 2011 bei 79,5 % und damit leicht über dem nationalen Durchschnitt.
Sainthia ist eine wirtschaftlich wichtige Stadt und eines der geschäftigsten Geschäftszentren im mittleren Teil von Westbengalen. Die Wirtschaft basiert auf landwirtschaftlichen Produkten und den Handel mit ihnen.